# Emilia Álvarez Mijares del Real
Emilia Álvarez Mijares del Real (Oviedo, 13 de setembre de 1834-Madrid, 25 de juny de 1909) va ser una poetisa de gran talent, segons l'opinió dels crítics literaris, malgrat ser autodidacta. Els seus poemes estan publicats en Revista de Asturias, La Ilustración Gallega y Asturiana o La Voz de la Caridad.
El seu nom complet, abans de casar-se era Emilia Álvarez Mijares i Vázquez, però en contreure matrimoni amb el també escriptor Timoteo García del Real i Blanco, incorpora el cognom del seu marit al seu.
Com a fruit del seu matrimoni va haver-hi dues filles, ambdues escriptores, Elena García del Real i Matilde García del Real. Poc temps després del naixement de les seves filles, l'any 1859, la família es trasllada i fixa la seva residència a Madrid.

## Producció poètica
Emilia no va cursar estudis que li permetessin comptar amb una titulació acadèmica, però va dur a terme una formació autodidacta que li va permetre haver publicat, a mitjan segle xix, el seu primer poemari, que es titulava Recuerdos y esperanzas (Oviedo, 1850), que seria el seu únic llibre publicat. La seva producció poètica es publicaria a partir d'aquest moment, igual que els articles que escrivia, en mitjans de comunicació com les revistes El Álbum de la Juventud, d'Oviedo; o rotatius de difusió nacional, com La Violeta (Madrid), on va publicar el poema titulat "El penediment" el 3 d'abril de 1864; La Mujer Cristiana (Madrid); El Correo de la Moda (Madrid), on va publicar els poemes:"A mi hija Matilde" en 1866, "La juventud" el 26 de maig de 1868, "A Santa Teresa de Jesús en el tercer centenario de la su muerte" el 19 d'octubre de 1868, i "A un niño artista" el 26 de novembre de 1868; El Trovador del Ebro (Saragossa), on va publicar el 15 de novembre de 1869 "El mendigo"; La Voz de la Caridad (Madrid) on va publicar un gran nombre de poemes i articles en prosa; La Ilustración Gallega y Asturiana (Madrid) i El Álbum Ibero-Americano (Madrid).
També va col·laborar en obres col·lectives de la segona meitat del segle xix, com El romancero español contemporáneo (Madrid, 1863), el Álbum para la abolición de la esclavitud, Poesías dedicadas a S. M. Isabel II al ceder a la Nación la mayor parte de su Real Patrimonio (Madrid: Ribadeneyra, 1865) i Novísimo romancero español (Madrid: Biblioteca de la Enciclopedia Popular Ilustrada, [s. a.]).